# Санна Нієльсен
Санна Вікторія Нієльсен (швед. Sanna Viktoria Nielsen; нар. 27 листопада 1984 року, Еденрід, Сконе, Швеція) — шведська співачка. Представляла Швецію на пісенному конкурсі Євробачення у Копенгагені, Данія, з піснею «Undo».